# (8233) Asada
(8233) Asada est un astéroïde de la ceinture principale.

## Description
(8233) Asada est un astéroïde de la ceinture principale. Il fut découvert le 5 novembre 1997 à Ōizumi par Takao Kobayashi. Il présente une orbite caractérisée par un demi-grand axe de 2,38 UA, une excentricité de 0,18 et une inclinaison de 5,7° par rapport à l'écliptique.

## Compléments